# La Puebla de Híjar
La Puebla de Híjar è un comune spagnolo di 1 046 abitanti situato nella comunità autonoma dell'Aragona.